# Шушковский
Шушковский (тат. Шушковски) — посёлок в Убинском районе Новосибирской области. Входит в состав Владимировского сельсовета.

## География
Площадь посёлка — 48 гектаров.

## Население
| 2002 | 2007 | 2010 |
| ---- | ---- | ---- |
| 52   | ↘42  | ↘15  |

## Инфраструктура
В посёлке по данным на 2007 год функционирует 1 учреждение здравоохранения.